# Радчук Ольга Василівна
Ольга Василівна Радчук (нар. 16 березня 1970, Київ) — українська акторка кіно та дубляжу, радіоведуча, перекладачка.

## Біографія
Народилася 16 березня 1970 року у Києві.
Закінчила Київський національний університет театру, кіно і телебачення імені Івана Карпенка-Карого (факультет «актриса театру та кіно»).

## Фільмографія
- 2023 — Зв'язок
- 2022 — Молода
- 2021 — Аспірантка
- 2020 — Формула щастя
- 2020 — Упереджене ставлення
- 2020 — Сага
- 2019—2020 — СидОренки-СидорЕнки
- 2019 — Зоя
- 2019 — Сім'я на рік[2]
- 2019 — За вітриною
- 2019 — Вибір матері
- 2019 — Здрастуй, сестро
- 2019 — Спадкоємці
- 2019 — Серце матері
- 2019 — Танкістка
- 2019 — Швабра
- 2018 — За правом любові — Валентина
- 2018 — Подорож до центру душі (мелодрама) — Броніслава
- 2018 — Хто ти? (Детектив, кримінал), епізод
- 2018 — Рідна кров (мелодрама) — Анна Степанівна[3]
- 2018 — Ангеліна (мелодрама) — Клара Назарівна
- 2017 — Лінія світла (драма), епізод
- 2017 — Провідниця (мелодрама) — Алла
- 2017 — Заповіт принцеси
- 2016 — Лист Надії (мелодрама) — працівник соціальної служби
- 2016 — Пробач (мелодрама) — Віра Костянтинівна
- 2016 — Фото на недобру пам'ять (кримінал, мелодрама) — Любов Василівна Кондратьєва
- 2016 — Коли минуле попереду (мелодрама) — Ольга Олександрівна
- 2016 — На лінії життя (драма) — Міла Георгіївна
- 2016 — Вікно життя (мелодрама)
- 2016 — Громадянин Ніхто (детектив, мелодрама), епізод
- 2016 — Випадкових зустрічей не буває (мелодрама) Анна Давидівна, директорка дитбудинку
- 2016 — Улюблена вчителька (кримінал) — Римма Василівна (головна роль)
- 2015 — Остання електричка (мелодрама) — Ксенія
- 2015 — Закохані жінки (мелодрама) — Лариса Василівна
- 2014 — До побачення, хлопчики (військовий, драма) — Олена Миколаївна
- 2014 — Вітряна жінка (мелодрама) — Ольга Миколаївна
- 2014 — Швидка допомога (драма) — Спіцина
- 2014 — Будинок з ліліями (мелодрама) — Руфіна Степанівна
- 2014 — Братські узи (мелодрама) — Надія Семенівна
- 2013 — Жіночий лікар-2 (2 сезон) (мелодрама) — Валентина Іванівна Білецька
- 2012 — Особисте життя слідчого Савельєва (детектив, драма, кримінал) — Регіна Турова
- 2012 — Ангели війни (військовий) — Фещенко, лікар у концтаборі
- 2012 — Це моя собака (мелодрама) — Анжела Олегівна
- 2012 — Костоправ (мелодрама) — бухгалтер
- 2012 — Матч (історична драма) — Раїса Львівна Свірська
- 2011 — Терміново шукаю чоловіка (мелодрама) — Валя
- 2011 — Медове кохання (мелодрама), епізод
- 2010 — Брат за брата (драма, кримінал) — дружина Харитонова
- 2010 — Зовсім інше життя (мелодрама) — адміністратор
- 2009 — Будинок для двох (мелодрама) — Нюся, продавчиня
- 2007 — Вітчим (мелодрама) — Зоя

## Дублювання та озвучення
Сотні ролей українською та російською для студій та телеканалів «1+1», «Le Doyen», «Постмодерн» та інших.